# Glándula mucosa
Las glándulas mucosas, también conocidas como glándulas mucíparas, se encuentran en diferentes partes del cuerpo y, por lo general, se tiñen de forma más ligera que las glándulas serosas durante la preparación histológica estándar. La mayoría son multicelulares, pero las células caliciformes son glándulas unicelulares. 

## Glándulas salivales mucosas

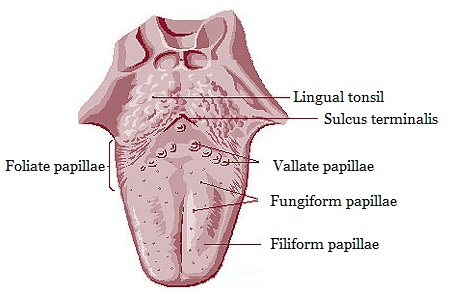
Lengua vista superior.

Las glándulas salivales mucosas son similares en estructura a las glándulas bucales y glándulas labiales. 
Se encuentran especialmente en la parte posterior de la lengua detrás de las Vallate papillae, pero también están presentes en el ápice y las partes marginales.

En este sentido, las glándulas linguales anteriores requieren un aviso especial. Están situadas en la superficie inferior del ápice de la lengua, una a cada lado del frenillo, donde están cubiertas por un fascículo muscular de fibras musculares derivadas del estilogloso y los músculos de la lengua longitudinales inferiores. Producen una glucoproteína, una mucina que absorbe agua para formar una secreción pegajosa llamada moco. 
Son de 12 a 25 mm de largo, y unos 8 mm de ancho, y cada uno se abre por tres o cuatro conductos en la superficie inferior del ápice. 
Las glándulas de Weber son un ejemplo de glándulas mucíparas ubicadas a lo largo de la lengua. Incluye glándulas gástricas.